# Hotell Phoenix
Ej att förväxla med Hotel Phoenix i Stockholm

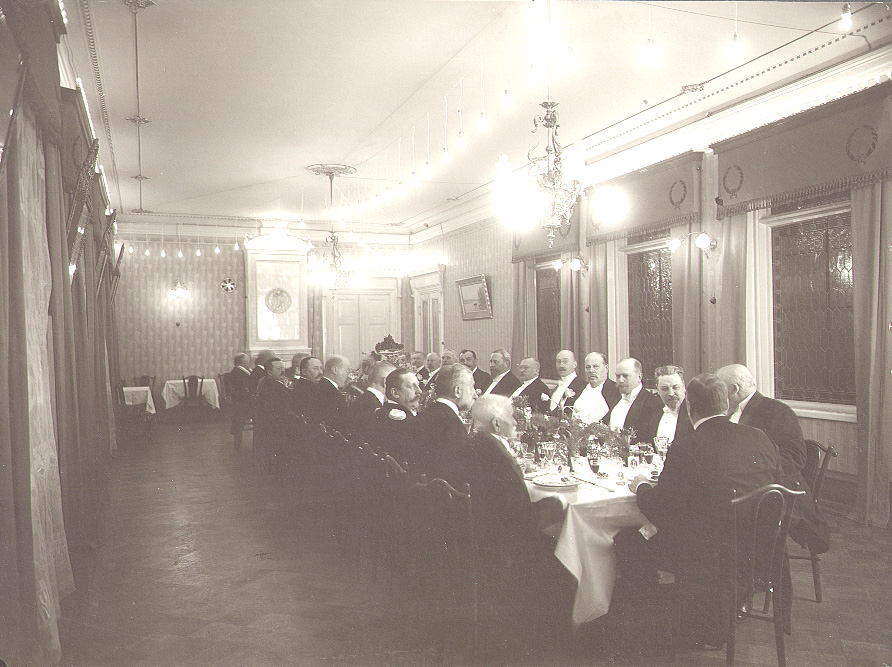
Interiör, början av 1900-talet

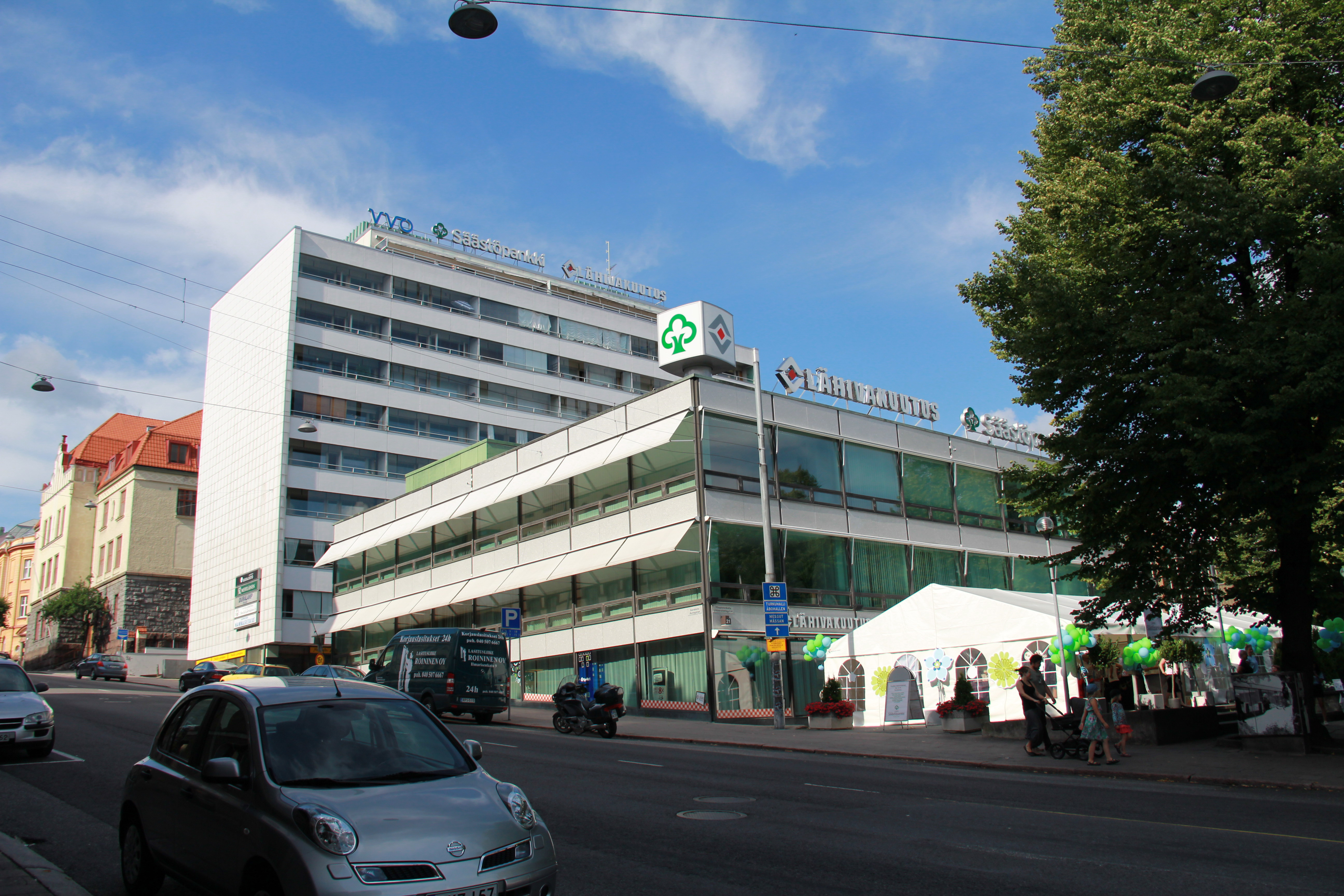
Auragatan med tidigare försäkringsbolaget Salamas bostadshus och affärsflygel

Hotell Phoenix var ett hotell i Åbo i Finland, som låg vid Salutorget, längs dåvarande Ryska kyrkogatan, från 1924 Universitetsgatan. Hotellet var verksamt mellan 1878 och 1922. Byggnaden revs 1959.
Phoenixhuset ritades av Axel och Hjalmar Kumlien och stod färdigt 1878. Det uppfördes på en tomt, som tidigare upplåtits som Narinken, ett salutorg för framför allt begagnade kläder, sålda av främst ryskjudiska handlare. Tanken med hotellet var att den nybyggda järnvägen till Åbo skulle öka transittrafiken mellan Ryssland och Västeuropa och utgöra grund för goda affärer för hotellets restaurang, balsal och hundra gästrum. Så blev dock inte fallet. 
Det nygrundade, finskspråkiga, privata Åbo universitet köpte byggnaden 1920. Hotellet stängde 1922. Sedan Åbo universitet flyttat till nya lokaler på Universitetsbacken, köptes Phoenixhuset av livförsäkringsbolaget Salama, men det ansågs vara i dåligt skick och revs 1959.
Byggnaden ersattes av ett bostads- och affärshus, som ritades av Matti Hakala (1927–1989) och Aarne Nuortila (1927–2019). Det stod färdigt 1961 och består av två delar: en låg affärsflygel i tre våningar mot Salutorget och bakom den ett tio våningar högt bostadshus mot Auragatan.

## Hotell Phoenix stolar
Åbo universitets huvudbibliotek på Universitetsbacken renoverades 2015 och bytte då namn till Phoenixbiblioteket. Stolarna i bibliotekets läsesal kommer från det ursprungliga Phoenixhuset.

## Bildgalleri

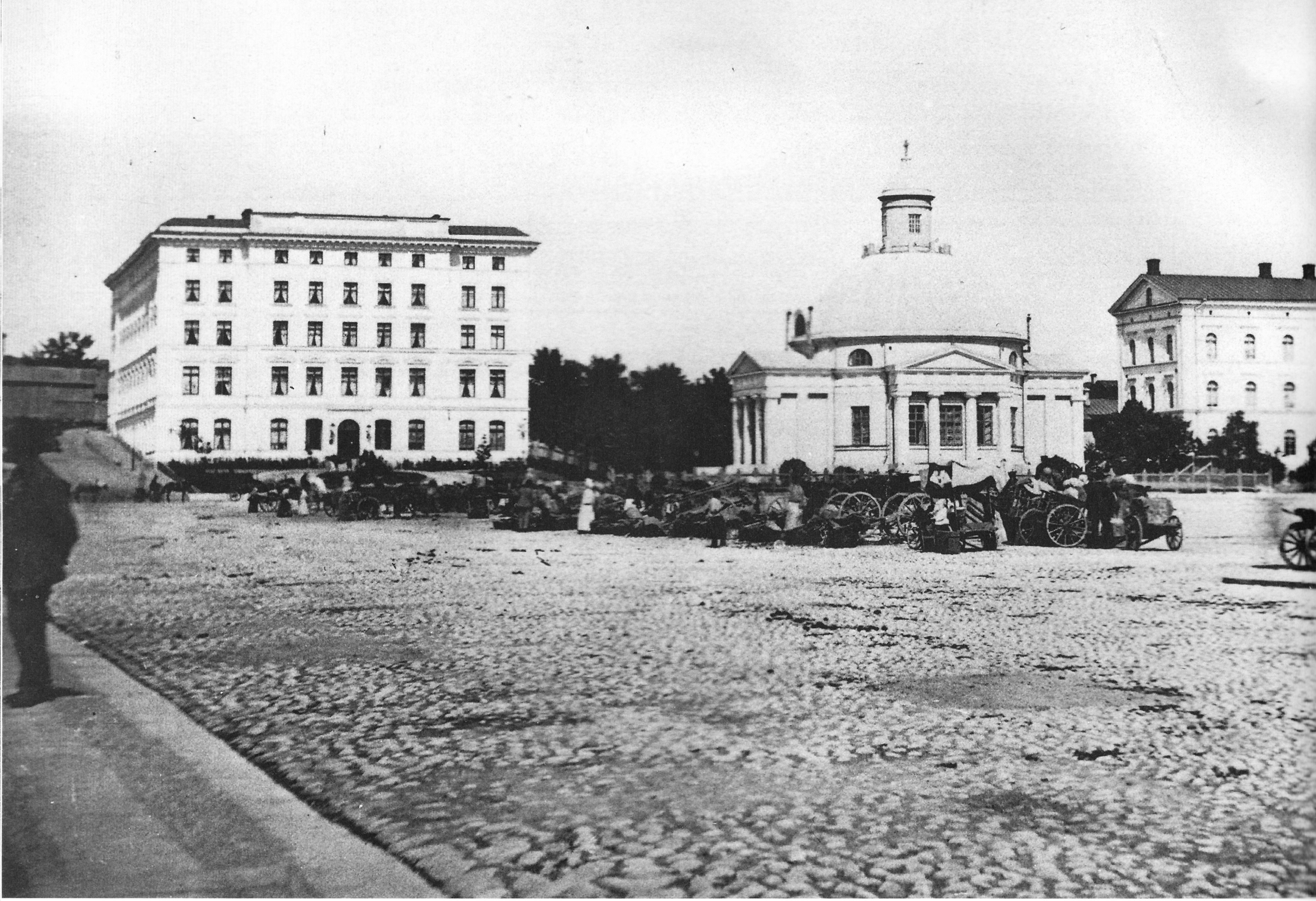
Hotell Phoenix och Ryska kyrkan, 1880
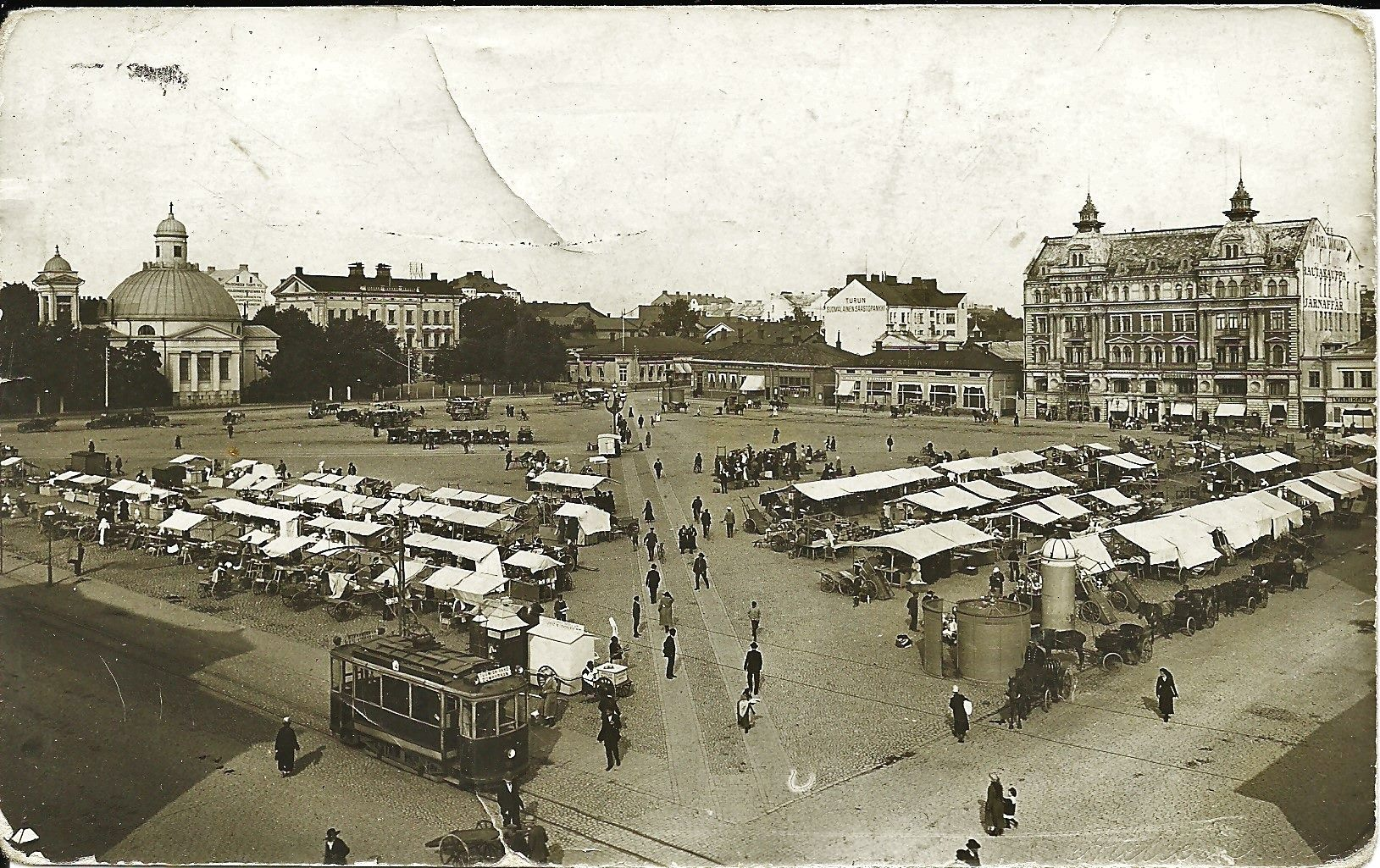
Salutorget i Åbo, tidigt 1900-tal. Hotell Phoenix låg utanför bilden, omedelbart till vänster om Ryska kyrkan, upp till vänster i bilden.
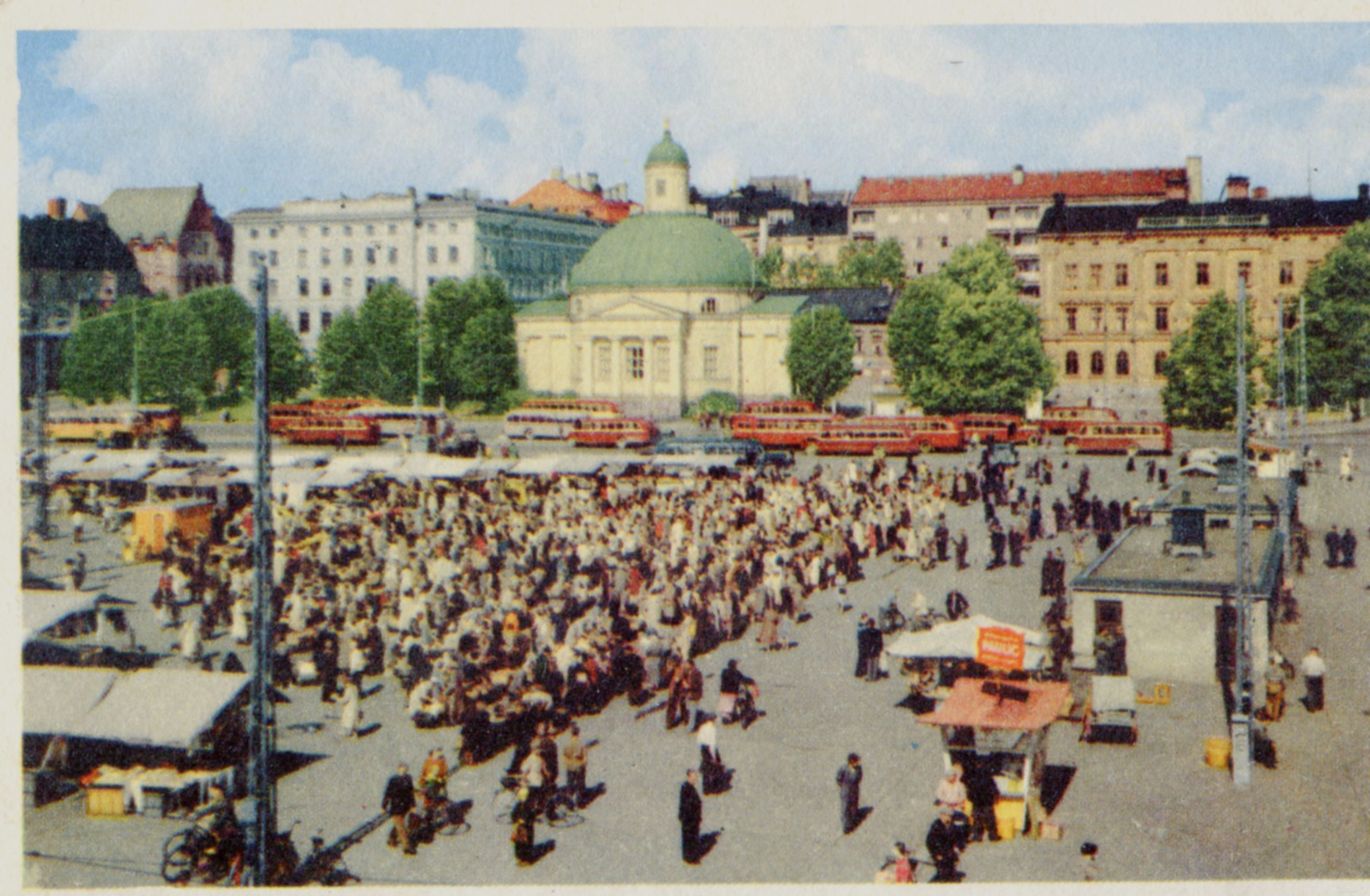
Salutorget, 1950-talet